# 聖拉斐爾 (倫皮拉省)
聖拉斐爾（西班牙語：San Rafael），是洪都拉斯的城鎮，位於該國西南部，由倫皮拉省負責管轄，始建於1900年，面積100.5平方公里，海拔高度963米，2001年人口10,222，人口密度每平方公里101.71人。
14°44′N 88°25′W / 14.733°N 88.417°W